# Haşhaşlı çörek
Haşhaşlı çörek és un tipus de çörek turc tradicional amb llavors de cascall. Fet al forn amb farina de blat, llavors de rosella (Papaver), oli de cuinar o mantega, una mica de sucre i llevat, generalment no és ni dolç ni salat, encara que també existeixen varietats amb aquests sabors. És famós a diverses regions de Turquia, entre les quals la Regió de la Mar Negra. No s'ha de confondre amb el "haşhaşlı börek", una variant del börek turc.